# Rambaud (Hautes-Alpes)
Pour les articles homonymes, voir Rambaud.
Rambaud est une commune française située dans le département des Hautes-Alpes en région Provence-Alpes-Côte d'Azur.

## Géographie
Rambaud se situe près de Gap, dans le département des Hautes-Alpes, dans un massif de moyenne montagne dominé par le Puy Maurel (1 317 m) situé à 250 mètres de la limite communale, et près duquel se trouve le point culminant de la commune. Celle-ci s'étend jusqu'à la vallée de la Luye au nord, où l'altitude tombe en dessous de 800 mètres. Elle est aussi située dans la partie occidentale du dôme de Remollon,, anticlinal dont il reste deux petits massifs, celui du Puy Maurel et celui du Mont Colombis, séparés entre eux et des autres massifs par des vallées glaciaires entièrement en dessous de 860 mètres d'altitude. En plus du village, la commune comporte deux hameaux : la Moutouse, et Estachy. Elle est traversée par plusieurs cours d'eau : le torrent du Partiment, cours d'eau de 6,7 km, affluent de la Luye, qui sert de limite séparative avec la commune de Jarjayes, et au sud, le torrent des Fontaines, cours d'eau de 5 km, affluent du Riotort.

### Climat
Pour des articles plus généraux, voir Climat de Provence-Alpes-Côte d'Azur et Climat des Hautes-Alpes.
En 2010, le climat de la commune est de type climat méditerranéen altéré, selon une étude du Centre national de la recherche scientifique s'appuyant sur une série de données couvrant la période 1971-2000. En 2020, Météo-France publie une typologie des climats de la France métropolitaine dans laquelle la commune est exposée à un climat de montagne ou de marges de montagne et est dans la région climatique Alpes du sud, caractérisée par une pluviométrie annuelle de 850 à 1 000 mm, minimale en été.
Pour la période 1971-2000, la température annuelle moyenne est de 9,1 °C, avec une amplitude thermique annuelle de 17,1 °C. Le cumul annuel moyen de précipitations est de 1 008 mm, avec 7,5 jours de précipitations en janvier et 5,6 jours en juillet. Pour la période 1991-2020, la température moyenne annuelle observée sur la station météorologique de Météo-France la plus proche, « Gap », sur la commune de Gap à 5 km à vol d'oiseau, est de 11,5 °C et le cumul annuel moyen de précipitations est de 863,3 mm. 
La température maximale relevée sur cette station est de 38,2 °C, atteinte le 23 août 2023 ; la température minimale est de −15,3 °C, atteinte le 5 février 2012,,.
Les paramètres climatiques de la commune ont été estimés pour le milieu du siècle (2041-2070) selon différents scénarios d'émission de gaz à effet de serre à partir des nouvelles projections climatiques de référence DRIAS-2020. Ils sont consultables sur un site dédié publié par Météo-France en novembre 2022.

## Urbanisme

### Typologie
Au 1er janvier 2024, Rambaud est catégorisée commune rurale à habitat dispersé, selon la nouvelle grille communale de densité à 7 niveaux définie par l'Insee en 2022.
Elle est située hors unité urbaine. Par ailleurs la commune fait partie de l'aire d'attraction de Gap, dont elle est une commune de la couronne,. Cette aire, qui regroupe 73 communes, est catégorisée dans les aires de 50 000 à moins de 200 000 habitants,.

### Occupation des sols
L'occupation des sols de la commune, telle qu'elle ressort de la base de données européenne d’occupation biophysique des sols Corine Land Cover (CLC), est marquée par l'importance des territoires agricoles (77 % en 2018), une proportion identique à celle de 1990 (77 %). La répartition détaillée en 2018 est la suivante : 
terres arables (60,6 %), forêts (22,4 %), zones agricoles hétérogènes (16,3 %), milieux à végétation arbustive et/ou herbacée (0,4 %), espaces ouverts, sans ou avec peu de végétation (0,3 %).
L'évolution de l’occupation des sols de la commune et de ses infrastructures peut être observée sur les différentes représentations cartographiques du territoire : la carte de Cassini (XVIIIe siècle), la carte d'état-major (1820-1866) et les cartes ou photos aériennes de l'IGN pour la période actuelle (1950 à aujourd'hui).

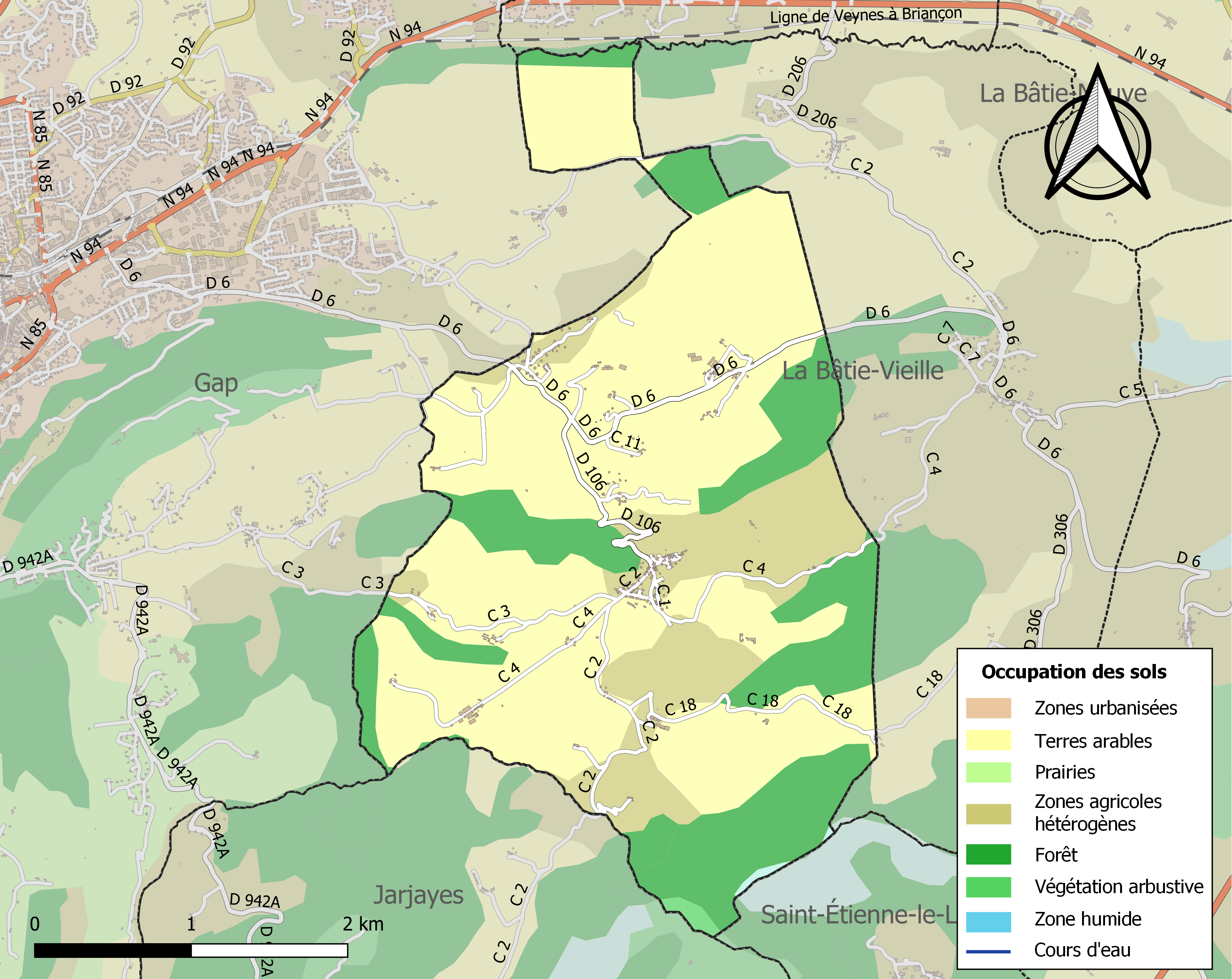
Carte de l'occupation des sols de la commune en 2018 (CLC).

## Toponymie
Le nom de la localité est attesté sous sa forme latine Mons Erembaldii en 1100, puis Castrum Raymbaudi en 1271, puis Castrum Raymbaudi en 1272, Raymbaudum en 1342.
Ce toponyme d'origine germanique, vraisemblablement burgonde. Les Burgondes ont occupé pacifiquement la région et l'ont administrée pendant près d'un siècle, en assurant la protection militaire et en se substituant à l'administration romaine. Un descendant des premiers Burgondes a pu faire construire un édifice fortifié sur le territoire de la commune, lui donnant ainsi son nom.

## Histoire
Les plus anciennes traces d'habitats de la commune ont été retrouvées sur la colline « Serre du clocher », date du IIe siècle. Il s'agit de poterie de l'époque gallo-romaine. Au Moyen Âge, le lieu de vie, d'abord situé près de l'oppidum, est descendu dans la plaine, près de l'actuel quartier Saint-Marcel.
Rambaud appartenait à l'évêque de Gap. Frédéric Barberousse le lui confirma le 29 septembre 1184.
Le 17 octobre 1303 l'ordre de Saint-Antoine acquit une partie de cette seigneurie de l'évêque.
En 1563, pour répondre aux exigences de Charles IX et de sa mère Catherine de Médicis, Gabriel de Clermont (fils de Bernardin de Clermont), alors évêque de Gap, doit vendre ses droits seigneuriaux, notamment sur Rambaud (basse, moyenne et haute justice), à noble Jehan de Cazeneuve. La seigneurie passe ensuite successivement par le jeu des alliances, aux familles Farel et Olphe-Galliard,.
En 1577, un capitaine protestant, François Bruchailler, dit le capitaine La Broussaille, s'en empara et la garda, au détriment de l'évêque, jusqu'à sa mort (1583); son fils Philippe la restitua environ dix ans plus tard.
En 1760 Barthélemy Tournu de Ventavon l'acheta à l'évêque; son fils Antoine (1787) et son petit-fils Gaspard-Aloïs-Édouard (1789) lui succédèrent.

## Politique et administration

### Liste des maires
| Période                                  | Période   | Identité       | Étiquette | Qualité                       |
| ---------------------------------------- | --------- | -------------- | --------- | ----------------------------- |
| Les données manquantes sont à compléter. |           |                |           |                               |
| mars 2001                                | mars 2014 | Marc Beynet    | PS        |                               |
| mars 2014                                | mai 2020  | Patrick Pernin |           | Employé (entreprise publique) |
| mai 2020                                 | En cours  | Lionel Roux,   |           | Technicien                    |

### Intercommunalité
Rambaud fait partie:
- de 2000 à 2017, de la communauté de communes de la vallée de l'Avance ;
- à partir du 1er janvier 2017, de la communauté de communes Serre-Ponçon Val d'Avance[26].

## Population et société

### Démographie
L'évolution du nombre d'habitants est connue à travers les recensements de la population effectués dans la commune depuis 1793. Pour les communes de moins de 10 000 habitants, une enquête de recensement portant sur toute la population est réalisée tous les cinq ans, les populations de référence des années intermédiaires étant quant à elles estimées par interpolation ou extrapolation. Pour la commune, le premier recensement exhaustif entrant dans le cadre du nouveau dispositif a été réalisé en 2007.

En 2022, la commune comptait 407 habitants, en évolution de +8,53 % par rapport à 2016 (Hautes-Alpes : +0,4 %, France hors Mayotte : +2,11 %).
| 1793 | 1800 | 1806 | 1821 | 1831 | 1836 | 1841 | 1846 | 1851 |
| ---- | ---- | ---- | ---- | ---- | ---- | ---- | ---- | ---- |
| 248  | 270  | 253  | 236  | 248  | 253  | 285  | 288  | 247  |

| 1856 | 1861 | 1866 | 1872 | 1876 | 1881 | 1886 | 1891 | 1896 |
| ---- | ---- | ---- | ---- | ---- | ---- | ---- | ---- | ---- |
| 253  | 228  | 234  | 237  | 221  | 248  | 252  | 239  | 219  |

| 1901 | 1906 | 1911 | 1921 | 1926 | 1931 | 1936 | 1946 | 1954 |
| ---- | ---- | ---- | ---- | ---- | ---- | ---- | ---- | ---- |
| 195  | 184  | 192  | 181  | 202  | 187  | 177  | 180  | 192  |

| 1962 | 1968 | 1975 | 1982 | 1990 | 1999 | 2006 | 2007 | 2012 |
| ---- | ---- | ---- | ---- | ---- | ---- | ---- | ---- | ---- |
| 202  | 182  | 218  | 271  | 294  | 279  | 345  | 354  | 364  |

| 2017 | 2022 | - | - | - | - | - | - | - |
| ---- | ---- | - | - | - | - | - | - | - |
| 376  | 407  | - | - | - | - | - | - | - |

### Enseignement
La commune dépend de l'académie d'Aix-Marseille. Les élèves commencent leur étude à l'école primaire du village, qui accueille 36 enfants,.

### Cultes
La paroisse catholique de Rambaud dépend du diocèse de Gap et d'Embrun.

## Économie

### Agriculture
La commune fait partie des zones de production de l'agneau de Sisteron, des vins Hautes-Alpes IGP, y compris primeurs et des vins de la Méditerranée, ainsi que des pommes des Alpes de Haute-Durance.

## Lieux et monuments

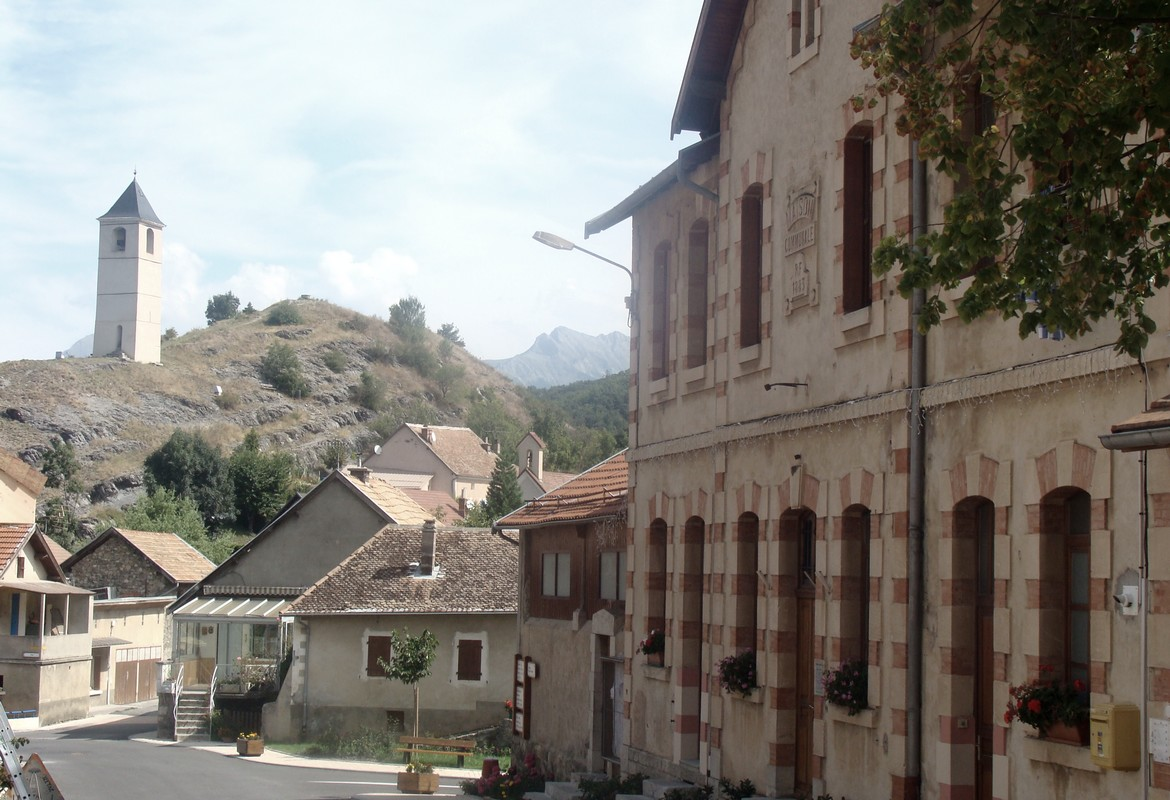
La Maison commune et le serre du Clocher.

Quelques monuments sont présents sur le territoire communal, notamment un patrimoine religieux avec l'église Saint-Marcel ainsi que deux chapelles dont la chapelle de l'Hermitage. Le « Serre du clocher », qui domine le village, doit son nom à la présence en son sommet du clocher de la première église du village, l'église Sainte-Croix, détruite par les protestants, en 1565.

## Héraldique
| Blason de Rambaud | Blason  | De sinople à un saint Marcel de carnation, nimbé d'or, vêtu d'argent, bénissant de la dextre, tenant de la senestre une crosse d'or et portant une mitre du même. |
| Blason de Rambaud | Détails | Le statut officiel du blason reste à déterminer. |